# Glanhofen (Salzburg)
Glanhofen ist ein Stadtgebiet im Stadtteil Maxglan der Statutarstadt Salzburg.

## Geographie
Glanhofen liegt etwa 3 Kilometer westlich des Salzburger Zentrums, am Westrand von Maxglan neben der Start-/Landebahn des Flughafens Salzburg, auf etwa 
430 m ü. A.
Die Ortslage umfasst knapp 11 Hektar, etwa 25 Gebäude mit etwa 100 Einwohnern.
Nachbarstadtgebiete
|           | Taxham (Stt.)                               |            |
|           | Kompassrose, die auf Nachbargemeinden zeigt | Altmaxglan |
| Flughafen |                                             |            |

## Geschichte
Glanhofen war einst eine kleine Gehöftgruppe, die an der alten Hauptverkehrsader in den Pinzgau und nach Tirol gelegen war. Historisch lag hier auf für den Ackerbau sehr gut geeigneten Braunerdeböden entlang der Glan eine kleine Gruppe von Bauergütern, die im frühen Mittelalter im Eigentum von St. Peter gestanden waren.  Nur das alte Scherzergut und das Jodlbauerngut sind davon in der Bausubstanz erhalten. Um 1830 lag hier auch noch das Kramergut, Vöttelgut, Bachmayrgut, Groß-Bachmayrgut und das Maxengut sowie der Gabelmacher. An der Taxhamer Grenze liegt noch das historische bedeutsame Oberfeldgut.
Es war bis 1935 eine rein bäuerliche Ortschaft im Gemeindegebiet von Maxglan. Mit der Eingemeindung Maxglans in die Landeshauptstadt Salzburg wurde der Weiler aus der Katastralgemeinde Maxglan herausgelöst und politisch der Nachbargemeinde Siezenheim angeschlossen, bis auch diese, nach Festlegung der geplanten Südautobahn als neue Stadtgrenze, 1939 nach Salzburg eingemeindet wurde.
1960 wurden die ertragreichen Ackergründe von Glanhofen für den Ausbau des Salzburger Flughafens (Salzburg Airport) verkauft.
Glanhofen ist heute aber – auf Grund seiner geringen Größe – trotz seiner alten Siedlungsstruktur kein eigenständiger Stadtteil, sondern ein Teil des Stadtteiles Maxglan.
Der alte Siedlungskern mit seinen kleinen Wohnbauten liegt unmittelbar am Rand der Landebahn des Flughafens und unmittelbar an der stark befahrenen Innsbrucker Bundesstraße, wobei an die allseitig umgebenden schmalen Wiesenreste großteils Gewerbegebiete angrenzen. Nördlich bis Taxham liegt aber noch ein gutes Flurstück bewirtschaftetes Ackerland.